# Louis Pinto
 (août 2022).
Si vous disposez d'ouvrages ou d'articles de référence ou si vous connaissez des sites web de qualité traitant du thème abordé ici, merci de compléter l'article en donnant les références utiles à sa vérifiabilité et en les liant à la section « Notes et références ».
Pour les articles homonymes, voir Pinto.
Louis Pinto, né en 1946, est un sociologue français, directeur de recherche au CNRS (au Centre de sociologie européenne, CSE). 

## Biographie
Ancien élève de l’École normale supérieure de Saint-Cloud (1966), agrégé de philosophie, il s'est engagé dans l'enseignement dans cette discipline avant de s'orienter vers la sociologie. Il s’est consacré à la sociologie de la culture, de la presse, des intellectuels – et notamment des philosophes, à l'histoire des sciences sociales, ainsi qu’à quelques autres sujets, dont l’institutionnalisation de la catégorie de consommateur. Il est considéré comme un*  disciple de Pierre Bourdieu auquel il a par ailleurs consacré une étude importante. Il anime avec Gérard Mauger les Rencontres "Lire les sciences sociales".

## Publications
- L'Intelligence en action. Le Nouvel observateur, Paris, A-M Métailié, 1984.
- Les Philosophes entre le lycée et l'avant-garde. Les métamorphoses de la philosophie dans la France d'aujourd'hui, Paris, l'Harmattan, 1986
- Les Neveux de Zarathoustra. La réception de Nietzsche en France, Paris, Éditions du Seuil, 1995.
- Pierre Bourdieu et la théorie du monde social, Paris, A. Michel, 1999, nouvelle édition revue et augmentée, Paris, Points-Seuil Essais, 2002
- La Vocation et le métier de philosophe.Pour une sociologie de la philosophie dans la France contemporaine, Paris, Seuil, 2007.
- Le Café du commerce des penseurs - à propos de la doxa intellectuelle . Éditions Du Croquant, 2009.
- La Théorie souveraine. Les philosophes français et la sociologie au XXe siècle, Paris, éd. du Cerf, collection « Passages », 2009
- Le Collectif et l’individuel. Considérations durkheimiennes, Paris, Raisons d’agir-éditions, collection « Cours et travaux », 2009
- La Religion intellectuelle. Emmanuel Levinas, Hermann Cohen, Jules Lachelier, Paris, PUF, 2010
- Sociologie et philosophie : libres échanges. Bourdieu, Durkheim, Foucault, Sartre…, Paris, Ithaque, 2014
- L'Invention du consommateur. Sur la légitimité du marché, Paris, PUF, collection Le Lien social, 2018.
- Sociologie des intellectuels , Paris, La Découverte, collection Repères, 2021.
- Le Marché des idées. Les sciences humaines et leurs lecteurs, Vuilaines sur Seine, éditions du Croquant, collection "Champ social", 2024.

Livres en collaboration 
- Initiation à la pratique sociologique (avec Patrick Champagne, Rémi Lenoir, Dominique Merllié) Paris, Dunod, 1989, 2ème édition (en français) entièrement revue et augmentée, Paris, Dunod, 1996.
- Lire les sciences sociales, 1989-1992 (dir. avec Gérard Mauger), volume 1, Paris, Belin, 1994, 335 p. - Lire les sciences sociales, 1992-1994 (dir. avec Gérard Mauger), volume 2, Paris, Belin, 1997, 351 p. - Lire les sciences sociales, 1994-1996 (dir. avec Gérard Mauger), volume 3, Paris, Hermès-Science, 2000, 223 p. - Lire les sciences sociales, 1997-2004 (dir. avec Gérard Mauger), volume 4, Paris, éditions de la Maison des Sciences de l'Homme, 2004, 424 p. - Lire les sciences sociales, 2004-2008 (dir. avec Gérard Mauger), volume 5, Paris, éditions de la Maison des Sciences de l'Homme, 2008, 244 p. - Lire les sciences sociales, 2004-2008 (dir. avec Gérard Mauger), volume 5, Paris, éditions de la Maison des Sciences de l'Homme, 2008, 244 p. - Lire les sciences sociales, 2008-2009 (dir. avec Gérard Mauger), volume 6, Paris, éditions de la Maison des Sciences de l'Homme, 2013, 200 p.
- Pierre Bourdieu, sociologue (dir. avec Gisèle Sapiro et Patrick Champagne), Paris, Fayard, 2004, 470 p.
- Le Commerce des idées philosophiques (dir.), Bellecombe-en-Bauges, éd. du Croquant, collection « Champ social », 2009, 189 p.
- La Construction d’objet en sociologie. Actualité d’une démarche (dir.), Vulaines sur Seine, éd. du Croquant, 2020